# بانک فدرال رزرو کانزاس سیتی
بانک فدرال رزرو کانزاس سیتی (به انگلیسی: Federal Reserve Bank of Kansas City) یکی از ۱۲ شعبهٔ فدرال رزرو ایالات متحده آمریکا است و در شهر کانزاس سیتی قرار دارد.
این بانک مناطقی از ۷ ایالت اکلاهوما، کانزاس، نبراسکا، نیومکزیکو، میسوری، کلرادو، و وایومینگ را پوشش می‌دهد.
معمار این بنا هنری کاب از شرکت آی ام پی و شرکا است.